# (119951) 2002 KX14
(119951) 2002 KX14 ist ein großes transneptunisches Objekt im Kuipergürtel, das bahndynamisch als Cubewano (CKBO) eingestuft wird. Aufgrund seiner Größe ist der Asteroid ein Zwergplanetenkandidat.

## Entdeckung
2002 KX14 wurde am 17. Mai 2002 von einem Astronomenteam, bestehend aus Chad Trujillo (Gemini-Observatorium) und Mike Brown (CalTech), im Rahmen des Near-Earth-Asteroid-Tracking-Projekts (NEAT) am 1,2–m–Oschin-Schmidt-Teleskop des Palomar-Observatoriums (Kalifornien) entdeckt. Die Entdeckung wurde am 23. April 2003 bekanntgegeben, der Planetoid erhielt im November 2005 von der IAU die Kleinplaneten-Nummer 119951.
Nach seiner Entdeckung ließ sich 2002 KX14 auf Fotos bis zum 31. Mai 1984, die im Rahmen des Digitized-Sky-Survey-Programmes (DSS) am Siding-Spring-Observatorium gemacht wurden, zurückgehend identifizieren und so seinen Beobachtungszeitraum um 18 Jahre verlängern, um so seine Umlaufbahn genauer zu berechnen. Seither wurde der Planetoid durch verschiedene Teleskope wie das Herschel- und das Spitzer-Weltraumteleskop sowie erdbasierte Teleskope beobachtet. Im April 2017 lagen insgesamt 176 Beobachtungen über einen Zeitraum von 32 Jahren vor. Die bisher letzte Beobachtung wurde im Juni 2015 am Pan-STARRS-Teleskop (PS1) durchgeführt. (Stand 13. März 2019)

## Eigenschaften

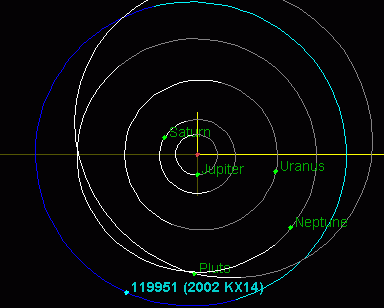
Die Bahn von 2002 KX_{14} (blau, hellblau) im Vergleich zu Pluto und den Riesenplaneten (weiß, grau).

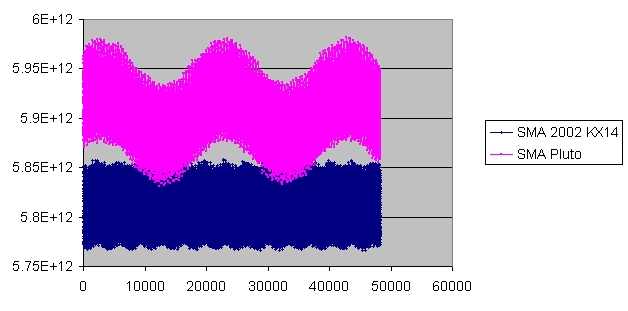
Sonnenentfernung von 2002 KX_{14} und Pluto in einem Zeitraum von rund 50000 Jahren.

### Umlaufbahn
2002 KX14 umkreist die Sonne in 244,37 Jahren auf einer fast kreisförmigen Umlaufbahn zwischen 37,36 AE und 40,82 AE Abstand zu deren Zentrum. Die Bahnexzentrizität beträgt 0,044, die Bahn ist mit 0,40° kaum gegenüber der Ekliptik geneigt. Derzeit ist der Planetoid 39,05 AE von der Sonne entfernt. Das Perihel durchläuft er das nächste Mal 2077, der letzte Periheldurchlauf dürfte also im Jahre 1833 erfolgt sein.
Die große Halbachse, Umlaufzeit und Exzentrizität von 2002 KX14 befinden sich nahe den Plutinos – zu denen auch Pluto gehört – die gewöhnlich Umlaufzeiten von um die 247,2 Jahre aufweisen, was in etwa der 1,5-fachen Sonnendistanz des Planeten Neptun entspricht. Da 2002 KX14 jedoch keine 2:3–Resonanz mit Neptun ausweist, zählt es daher nicht zu den Plutinos; diese besitzen zudem zumeist wesentlich höhere Bahnneigungen, wogegen 2002 KX14 fast perfekt auf der Ekliptikebene die Sonne umläuft und seine gleichförmige Umlaufbahn daher eher denen der Planeten ähnelt. Es wird angenommen, dass der Planetoid auf der Bahn entstanden ist, auf der er sich heute noch befindet.
Marc Buie (DES) klassifiziert den Planetoiden als Cubewano, wobei er entsprechend einer Simulation über 10 Millionen Jahre zu den bahndynamisch kalten klassischen KBO gehört; dies hat hier nichts mit der Temperatur zu tun, sondern bedeutet, dass der Planetoid seit seiner Entstehung keine nennenswerten Bahnstörungen durch Neptun erfahren hat. Vom Minor Planet Center existiert keine spezifische Einstufung, es ordnet ihn als Nicht-SDO und allgemein als Distant Object ein.

### Größe
Derzeit wird von einem Durchmesser von 455 km ausgegangen, basierend auf einem Rückstrahlvermögen von 9,7 % und einer absoluten Helligkeit von 4,86 m, was anhand von Daten des Spitzer- und des Herschel-Weltraumteleskops ermittelt wurde. Ausgehend von einem Durchmesser von 455 km ergibt sich eine Gesamtoberfläche von etwa 650.000 km². Die scheinbare Helligkeit von 2002 KX14 beträgt 20,82 m, die mittlere Oberflächentemperatur wird anhand der Sonnenentfernung auf 43 K (−230 °C) geschätzt.
Da anzunehmen ist, dass sich 2002 KX14 aufgrund seiner Größe im hydrostatischen Gleichgewicht befindet und somit weitgehend rund sein muss, sollte er die Kriterien für eine Einstufung als Zwergplanet erfüllen. Mike Brown geht davon aus, dass es sich bei 2002 KX14 möglicherweise um einen Zwergplaneten handelt. Gonzalo Tancredi gab 2010 noch keine Empfehlung ab.
| Jahr                                         | Abmessungen km          | Quelle               |
| -------------------------------------------- | ----------------------- | -------------------- |
| 2008                                         | <561,6 +219,9−181,5     | Stansberry u. a.     |
| 2008                                         | <440,0 180,0 +50,0−38,0 | Brucker u. a.        |
| 2008                                         | 554,0                   | Tancredi             |
| 2010                                         | 554,0                   | Tancredi             |
| 2012                                         | 455,0 ± 27,0            | Vilenius u. a.       |
| 2012                                         | 482,53                  | LightCurve DataBase  |
| 2012                                         | >414,0 ± 4,0            | Alvarez-Candal u. a. |
| 2014                                         | >365,0 +30,0−21,0       | Alvarez-Candal u. a. |
| 2018                                         | 468,0                   | Brown                |
| Die präziseste Bestimmung ist fett markiert. |                         |                      |